# Sound Interface Device
SID (Sound Interface Device) var en lille musik- og lyd-synthesizer bygget ind i en »chip« (integreret kredsløb), som Commodore Business Machines lod udvikle i deres halvledervirksomhed, MOS Technologies. Kredsen blev udviklet i 1981 sideløbende med video-kredsen VIC-II, med computerspil og anden underholdningselektronik for øje. Begge disse chips indgik senere i den yderst populære hjemmecomputer Commodore 64, som blev lanceret året efter.
SID var en af de sidste dedikerede lyd-chips der blev lavet til hjemmecomputere. SID blev lavet i to modeller med navnene 6581 og 8580.

## Tekniske egenskaber
- Interface-kompatibel med 65xx-baserede mikroprocessorer
- Tre stemmer
- Hver stemme kan spænde over 8 oktaver
- Hver stemme kan generere fire grundlæggende bølgeformer: Savtak, trekant, firkant og "farvet støj"
- Indbygget filter der kan lavpas-, højpas- og båndpasfiltrere nogle eller alle stemmer
- 2 AD-konvertere
- Synkronisering og ringmodulation mellem stemmer
- Indgang for eksternt lydsignal: Signalet her mikses med SID's egne lyde inden det hele sendes ud på udgangen

## Forskelle mellem 6581 og 8580
SID blev fremstillet i to forskellige udgaver: De første af dem havde typenummeret 6581, mens en senere, revideret udgave fik typenummeret 8580. Selv om det var "meningen" at de to kredse skulle kunne erstatte hinanden, er der alligevel markante forskelle:
- 6581 skal forsynes med 5 og 12 volt, mens 8580 kræver 5 og 9 volt
- Enhver ændring af den overordnede "master volume"-indstilling på kredse med typenummer 6581 høres som et markant "klik" i lydsignalet. Denne »fejl« blev af nogle musik-programmører i miljøet omkring Commodore 64 brugt som en diminutiv D/A-konverter til at afspille samplet lyd. I den reviderede 8580-kreds er denne »klik-effekt« blevet elimineret, så denne slags samplet lyd er næsten uhørlig på systemer der anvender 8580-kredsen.
- Filteret er langt mere »udtalt« i 6581 end i 8580, så lyd og/eller musik skabt til/på systemer med 6581, lyder ganske anderledes hvis det afspilles ved hjælp af 8580.
- Lyden fra en 6581 karakteriseres af mange lyttere som mere »varm« end lyden fra 8580, mens sidstnævntes lyd er mere skarp og markant.

Der ud over er den enkelte SID-kreds' præcise lydegenskaber unikke på samme måde som for håndbyggede »konventionelle« musikinstrumenter, fordi de analoge dele af det indvendige kredsløb aldrig blev helt ens fra den ene enhed til den næste. Navnlig musik eller lydeffekter der benytter det indbyggede filter vil lyde en anelse forskelligt afhængigt af hvilket eksemplar af kredsen der gengiver lyden.

## SID og musikalsk subkultur
SID-kredsene blev som nævnt anvendt i Commodore 64-computeren: Til denne maskine blev der udviklet et væld af spil og underholdningsprogrammer, der gerne udnyttede maskinens lyd-hardware til at spille musik som optakt til og/eller undervejs i spillet, og til lydeffekter knyttet til forskellige »hændelser« i spillet. Musikken var gerne komponeret specielt til det enkelte spil, med det resultat at der nu findes i tusindvis af musikstykker (i form af små stykker kode á nogle få kilobytes). Mange af disse kan man i dag finde på Internettet, sammen med afspiller-programmer der emulerer SID-kredsens egenskaber på nutidens computersystemer.
SID-chippen er for længst gået ud af produktion, og det kommercielle »liv« passé for både Commodore 64 og programmer dertil. Imidlertid er musikken derfra blevet »holdt i live« lige siden, af musikere som først brugte samplede brudstykker af SID-musik i deres egne værker, og siden hen lavede remixes og remakes af de gamle spil-musiknumre, blot fremført med mere omfattende synthesizer-systemer end den lille chip.

## Eksterne links
- http://www.hvsc.c64.org/ – her findes en enorm samling af de små programstumper fra tusindvis af spil og demonstrationsprogrammer, som afspillede musikken.
- http://remix.kwed.org/ – en samling af musiknumre fra gamle spil og demoer, »genindspillet« med tidssvarende synthesizer-udstyr. Over 1200 musiknumre kan downloades kvit og frit i form af MP3-filer.